# 瑞安県 (遼寧省)
瑞安県（ずいあん-けん）は中華人民共和国遼寧省にかつて存在した県。現在の葫芦島市綏中県南西部に位置する。
遼代に来州の州治として設置された来賓県を前身とする。金代になると1195年（明昌6年）に宗安県、1206年（泰和6年）に瑞安県と改称された。元代に廃止されている。